# 주엘살바도르 대한민국 대사관
주엘살바도르 대한민국 대사관(스페인어: Embajada de la República de Corea en El Salvador)은 엘살바도르 산살바도르에 개설된 대한민국 외교부 소속의 대사관이다. 이 공관은 벨리즈를 겸임한다.

## 역사
- 1962년 8월 30일: 대한민국과 엘살바도르 간의 대사급 외교 관계 수립
- 1987년 12월: 주엘살바도르 대한민국 대사관 개관

## 역대 대사
- 제1대: 박춘범 (1988년 4월 28일 신임장 제정)
- 제2대: 조기일 (1990년 3월 신임장 제정)
- 제3대: 홍장희 (1992년 11월 신임장 제정)
- 제4대: 배진 (1995년 10월 10일 신임장 제정)
- 제5대: 장세돈 (1998년 9월 30일 신임장 제정)
- 제6대: 김옥주 (2001년 10월 11일 신임장 제정)
- 제7대: 추연곤 (2004년 4월 16일 신임장 제정)
- 제8대: 오대성 (2007년 3월 22일 신임장 제정)
- 제9대: 맹달영 (2010년 5월 3일 신임장 제정)
- 제10대: 김병섭 (2013년 7월 5일 신임장 제정)
- 제11대: 이인호 (2016년 7월 14일 신임장 제정)
- 제12대: 양형일 (2019년 8월 21일 신임장 제정)
- 제13대: 추원훈 (2022년 7월 29일 신임장 제정)
- 제14대: 곽태열 (2025년 5월 8일 신임장 제정)

## 같이 보기
- 주한 엘살바도르 대사관
- 대한민국-엘살바도르 관계